# 小林重正
小林 重正（こばやし しげまさ）は、戦国時代の武将。徳川氏の家臣。

## 略歴
小林氏は代々松平氏（徳川氏）に仕える家で、自身も松平広忠・徳川家康の2代に仕えた。天文8年（1539年）から出仕し、天文18年（1549年）の第四次安城合戦では城の四方を囲む沼地を民家の素材を用いて突破し、城に乗り入る活躍をみせた。永禄6年（1563年）三河一向一揆では上野城攻めで活躍した。その後は使い番となるが、重篤な戦傷が重なったために隠退したという。